# كرسترسيات
كرسترسيات (الاسم العلمي: Kerstersia) هي جنس من البكتيريا، سلبية الغرام، تتبع المقليات.